# 6192 Javiergorosabel
6192 Javiergorosabel este o planetă minoră (asteroid), cu un diametru de 6,455 km, din centura de asteroizi. A fost descoperită pe 21 mai 1990 la Observatorul Palomar de Eleanor F. Helin și a fost numită după Javier Gorosabel⁠(d). 
Obiectul prezintă o orbită caracterizată de o semiaxă mare de 2,2926171 UAi, o excentricitate de 0,27, o înclinație de 10,32963 ° în raport cu ecliptica.